# Guadalupe Vázquez
Guadalupe Vázquez (5 de septiembre de 1945-21 de enero de 2021) fue una actriz y comediante mexicana, reconocida principalmente por su papel como Paula en la serie de televisión Dr. Cándido Pérez.

## Biografía

### Carrera
Vázquez inició su carrera en el cine, el teatro y la televisión en México en la década de 1970. Entre sus participaciones en televisión destacan los papeles de Paula en la serie cómica Dr. Cándido Pérez -emitida entre 1987 y 1993- y de Emma en Hasta que la muerte los separe. También registró apariciones en otras producciones televisivas como La casa de la risa, Mi querida Isabel, Locura de amor y La escuelita VIP, entre otras. Activa en el teatro y en el cabaret, Vázquez apareció en diversos musicales y obras teatrales.

### Fallecimiento
La actriz falleció el 21 de enero de 2021, víctima de cáncer. La noticia fue anunciada por su hijo Fernando Canek a través de su cuenta de Twitter.

## Filmografía y teatro

### Cine y televisión
- 2016 - Los güeros también somos nacos
- 2006 - ¡Qué madre, tan padre! - Madre de Lúcia
- 2005 - Pablo y Andrea - Tita
- 2004 - La escuelita VIP - Inspectora Cicuta Pastrana
- 2003 - La casa de la risa
- 2000 - Locura de amor - Justina Suárez
- 1998 - Rencor apasionado
- 1996 - Mi querida Isabel
- 1994 - Hasta que la muerte los separe - Emma
- 1993 - Los Comediantes
- 1992 - Cándido de día, Pérez de noche - Paula Cecilia
- 1991 - Cándido Pérez, especialista en señoras - Paula Cecilia
- 1987 - Dr. Cándido Pérez - Paula Cecilia
- 1979 - Estas ruinas que ves - Leonila Begonia

### Teatro
- 2017 - Una Familia de Diez - Tía Licha (Alternante)
- 2015 - Mame - Madre de Bo
- 2007 - El Avaro - Frosina
- 2006 - Viva Pedro Renovador
- 2003 - 5mujeres.com
- 2002 - Todas Hijas de su Madre
- 2001 - Batas Blancas no Ofenden - Enfermera Jefe
- 1992 - Que no se entere el Presidente - Enfermera Gil
- 1988 - Candido Pérez: Sin Censura - Paula Cecilia
- 1984 - Dos Tandas por un Boleto
- 1968 - El Cementerio de Automóviles